# Dolok Kataran
Dolok Kataran is een bestuurslaag in het regentschap Simalungun van de provincie Noord-Sumatra, Indonesië. Dolok Kataran telt 2606 inwoners (volkstelling 2010).